# 청계자유발도르프학교
청계자유발도르프학교(구 과천자유학교)는 경기도 의왕시 청계동에 위치한 발도르프 학교이다. 2002년에 개교하여 지금까지 이어지고 있으며 대한민국 내에서 규모가 가장 큰 발도르프 학교이다.

## 학교 연혁
청계자유발도르프학교(구 과천자유학교)는 2002년 3월 2일 여섯가족(학생/1학년 5명)과 한 명의 교사로 개교하였으며,
매년 새로운 학년을 더하여 최종적으로는 초.중.고등과정 12학년을 통합 운영하는 학교를 만들어가고 있다.
- 1998년 11월: 발도르프 교육 공부모임 시작
- 2001년 2월: 발도르프학교 설립을 발의하고 학교준비모임
- 2002년 3월 2일: 과천자유학교 개교식 / 교사 1명, 1학년 5명
- 2002년 3월: 영어수업 시작
- 2002년 5월: 수공예수업 시작
- 2003년 3월 3일: 2003학년도 시작 / 교사 4명, 1~2학년 12명
- 2003년 4월: 중국어수업 시작
- 2004년 3월 1일: 2004학년도 시작 / 교사 9명, 1~4학년 51명
- 2004년 3월: 음악수업 시작
- 2005년 3월 1일: 2005학년도 시작 / 교사 10명, 1~5학년 80명 (신입생 25명 포함)
- 2006년 3월 1일: 2006학년도 시작 / 교사 17명, 1~6학년 107명 (신입생 24명 포함)
- 2006년 3월: 목공예수업 시작
- 2007년 3월 1일: 2007학년도 시작 / 교사 21명, 1~7학년 125명 (신입생 23명 포함)
- 2007년 3월: 미술수업 시작
- 2007년 8월: 오이리트미 수업 시작
- 2008년 3월: 오케스트라 시작
- 2008년 3월 1일: 2008학년도 시작 / 교사 24명, 1~8학년 154명 (신입생 24명포함)
- 2008년 4월: 세계발도르프연맹에서 발도르프 학교로 인정
- 2009년 3월 1일: 입학식 / 교사 27명, 1~9학년 179명 (신입생 25명포함)
- 2011년 1월 15일: 학교명 변경 (과천자유학교 → 청계자유발도르프학교)
- 2011년 1월 29일: 경기도 의왕시 청계동으로 이전

## 같이 보기
- 발도르프 교육
- 대안학교
- 대안 교육
- 루돌프 슈타이너